# I Might Be Crying
"I Might Be Crying" é uma canção da cantora britânica Tanita Tikaram. Foi gravada para o seu quinto álbum de estúdio, denominado Lovers In The City, e lançada como primeiro single em 1995.
A canção, que contém vocais de apoio de Jennifer Warnes, atingiu a posição de número 64 no Reino Unido. Um de seus lados Bs é Not Waving but Drowning, um poema escrito por Stevie Smith, convertido em música.
O videoclipe deste single foi filmado no Vietnã.

## Lançamentos
- I Might Be Crying (5" CD; YZ879CDX - 4509-98900-2) (lado B): Five Feet Away, Not Waving But Drowning
- I Might Be Crying (5" CD; YZ879CD - 4509-98901-2) (lado B): Five Feet Away